# T.J. Anderson
Thomas Jefferson Anderson jr. (Coatesville (Pennsylvania), 17 augustus 1928) is een Amerikaanse componist, dirigent, orkestrator en pedagoog. Anderson heeft meer dan 80 werken geschreven, variërend van opera's en symfonieën tot koorstukken, kamermuziek en bandmuziek. Hij componeerde werken in opdracht voor de Bill T. Jones/Arnie Zane Dance Company en cellist Yo-Yo Ma.

## Biografie
Het begin van zijn hbo-opleiding was aan de West Virginia State University. Vervolgens studeerde hij aan de Pennsylvania State University en behaalde daar zijn bachelor in muziek. Daarna behaalde hij op diezelfde school in 1951 zijn masterdiploma in muziekeducatie. Hij behaalde een Ph.D. in compositie van de Universiteit van Iowa in 1958 en was Austin Fletcher Professor of Music Emeritus aan de Tufts University van 1972 tot aan zijn pensionering in 1990.
Anderson werkte van 1958 tot 1963 als muziekprofessor aan de Langston University in Langston (Oklahoma), waar hij voorzitter werd van de muziekafdeling. Hij was professor muziek aan de Tennessee State University van 1963 tot 1969, waar hij werd benoemd tot componist in residentie bij het Atlanta Symphony Orchestra. Hij was een periode van drie jaar bij het Atlanta Symphony Orchestra van 1968 tot 1971. Tijdens de periode die hij bij het Atlanta Symphony Orchestra doorbracht, orkestreerde Anderson de opera Treemonisha van Scott Joplin, oorspronkelijk geschreven in 1911. In 1972 verscheen de opera van Joplin voor het eerst volledig op het podium. De eerste opera die Anderson schreef was Soldier Boy. Dit werk is gebaseerd op een libretto van Leon Forrest, een goede vriend van Anderson. Soldier Boy was in opdracht van de Indiana University. Daarna volgden andere werken, zoals Walker, die ging over David Walker, een anti-slavernij-activist.
In 1972 werd Anderson aangenomen als hoogleraar muziek en afdelingsvoorzitter aan de Tufts University in Medford (Massachusetts), waar hij tot 1990 werkte. In 2002 hadden de Cantata Singers and Ensemble Anderson de opdracht gegeven om het oratorium Slavery Documents 2 te maken. Het werk was gebaseerd op Donald Surs Slavery Documents en Loren Schweiningers The Southern Debate Over Slavery. Anderson gaf ook les aan instellingen in Frankrijk, Brazilië, Zwitserland, Italië en Duitsland.
Anderson diende van 1986 tot 1991 in de commissie die Singing the Living Tradition produceerde, een lofzang die in 1993 door de Unitarian Universalist Association werd uitgegeven. Hij is lid van de U.U. gemeente in Chapel Hill (North Carolina).

## Prijzen en onderscheidingen
In 1983 ontving hij een eredoctoraat in de muziek van het College of the Holy Cross in Worcester (Massachusetts). In 2005 ontving hij een eredoctoraat in de muziek van het Bates College in Lewiston (Maine). In 2007 kende Tufts University hem een eredoctoraat in de muziek toe.

## Privéleven
Anderson heeft drie kinderen: Janet, Anita en Thomas J. Anderson, III (ook bekend onder de naam "T.J."), is dichter en professor Engels aan de Hollins University in Roanoke (Virginia). De jongere Anderson is getrouwd met Pauline Kaldas, een dichter, auteur en collega-Engelse professor aan de Hollins University.